# 眼睛想旅行
《眼睛想旅行》（英語：Eyes want to travel）是香港歌手黎明的迷你專輯，全碟由雷頌德作曲、編曲及監製，於1999年11月23日由新力唱片首次發行。此專輯曾登上香港IFPI唱片銷量榜冠軍，截至1999年12月錄得約五萬張銷量，在1999年度香港全年唱片銷量排行第十位。

## 製作
《眼睛想旅行》專輯收錄了9首歌曲及5個音樂短片，專輯封套以色彩斑斕為主題，並使用當時新的印刷技術來呈現重金屬味道，黎明的封面照造型以鮮艷的橙色服裝示人，配合唱片的重金屬風格。專輯的同名主打歌曲〈眼睛想旅行〉是電訊廣告主題曲，音樂短片由黎明執導，當時他正在籌備個人演唱會，沒有足夠時間參與拍攝工作，因此音樂短片只是開頭和結尾部份由他本人參與拍攝，其餘的則以動畫形式呈現。

## 發行
在歌曲〈眼睛想旅行〉推出前夕，唱片公司為了挑戰盜版，為黎明設計了一個新歌試聽網站，讓聽眾於1999年10月24日在網站收聽這首歌及下載黎明最新造型的照片，該網站在24小時內共有一百四十萬瀏覽人次。此專輯以CD加VCD形式發行，新力唱片與7-Eleven合作，在香港30間便利店安裝電視機，由1999年11月23日開始全日不停播放歌手的音樂短片及售賣唱片，迎合香港人貪方便和求快的性格。專輯曾發行限量特別版，並於2007年8月8日推出重新發行版本。

## 曲目列表
| CD       | CD                               | CD       | CD                 | CD    |
| 曲序     | 曲目                             |          | 备注               | 时长  |
| -------- | -------------------------------- | -------- | ------------------ | ----- |
| 1.       | 眼睛想旅行                       | 林夕     | 和記電訊廣告主題曲 | 3:55  |
| 2.       | 妄想非非                         | 甄健強   |                    | 3:26  |
| 3.       | That's Life                      | 周耀輝   | 花旗銀行廣告歌曲   | 3:12  |
| 4.       | Before The Party Interlude       |          |                    | 1:43  |
| 5.       | 有空請愛我                       | 林夕     |                    | 3:42  |
| 6.       | You Are My Friend                | 林夕     |                    | 3:01  |
| 7.       | Happy 2000（2000 Mix）           | 周耀輝   |                    | 3:37  |
| 8.       | Sugar in The Marmalade（Remix）  | 周耀輝   |                    | 4:54  |
| 9.       | You Are My Friend（Piano Music） |          |                    | 3:02  |
| 总时长： | 总时长：                         | 总时长： | 总时长：           | 30:32 |

| VCD  | VCD                                   | VCD  |
| 曲序 | 曲目                                  | 導演 |
| ---- | ------------------------------------- | ---- |
| 1.   | 眼睛想旅行（音樂短片）                | L.L. |
| 2.   | That's Life（音樂短片）               | L.L. |
| 3.   | 非我莫屬（音樂短片）                  | L.L. |
| 4.   | 我不是誰（音樂短片）                  |      |
| 5.   | Making of That's Life（幕後製作花絮） |      |

## 幕後製作人員
以下是《眼睛想旅行》的幕後製作人員名單：
- 鍵琴：雷頌德（曲目1－6,9）
- 結他：雷頌德（曲目1）
- 電結他：Stampy Stank（曲目2）、雷頌德（曲目2,6）
- 尼龍弦結他：Stampy Stank（曲目6,9）
- 貝斯：柿崎洋一郎（曲目6）
- 電子琴：柿崎洋一郎（曲目6）
- 三角鋼琴：柿崎洋一郎（曲目9）
- 次中音色士風：山本拓夫（曲目3）
- 長號：村田陽一（曲目3）
- 喇叭：Toshio Araki（曲目3）
- 音色伴奏：雷頌德（曲目1－6）
- 和聲：雷頌德（曲目3,5,6）、黎明（曲目5）
- Rap：吳寶齡（曲目3）、Thomas King（曲目5）
- Scratches：DJ Tommy（曲目3）
- 混音：洪天佑
- 錄音：Hiroshi Nemoto、Kenneth Tse、Lam Wing Cheung、Motonori Sasaki、Robert Porter、陳西敏、Simon Li、Taiju Tanaka、呂錦堅、魏志明
- 母帶處理：楊我華
- 美術指導、攝影：張文華
- 圖像設計：Cat Fish
- A&R：Belle Lok、陳永明
- 項目經理：王凱文
- 執行製作人：Ariel Fung
- 監製：雷頌德
- 經理人公司：百事活娛樂事業有限公司

## 評論摘要
歌曲〈眼睛想旅行〉是一首以互聯網為題材的電訊網絡廣告歌曲，反映互聯網開始普及的思維，歌曲創作人雷頌德表示此歌曲是他最喜愛的作品之一，歌詞見證了網絡世界的開始，「眼睛想旅行」是指透過互聯網，用眼睛就可以看到世界各地的風景，猶如去了一趟旅行。香港小說作家、文化評論人及大學兼任講師潘國靈曾於香港中文大學中國文化研究所出版的《二十一世紀》雙月刊撰寫的文章中表示，此歌曲使用了輕快的節奏，一方面捕捉了暢遊網絡的感官快感，另一方面反映出當時的社會瀰漫着科技樂觀主義的氣氛，而林夕填寫的歌詞中反覆出現了「眼睛想旅行」、「耳朵想旅行」、「即愛即有」、「即演即奏」等字句，展現出隨選錄像、隨選音樂的網絡即時文化。樂評人黃國恩表示〈眼睛想旅行〉的編曲使用了特別的電腦效果來襯托，適合跳舞節拍，因而受到的士高等跳舞或派對場所的歡迎，有助黎明在歌曲風格上轉型及開拓市場。

## 流行榜成績
以下是《眼睛想旅行》專輯的派台歌曲名單，以及其歌曲在香港四大電子媒體音樂流行榜的最高位置。
| 派台歌曲／流行榜      | 903專業推介 | 中文歌曲龍虎榜 | 新城電台勁爆本地榜 | 勁歌金榜 |
| --------------------- | ----------- | -------------- | ------------------ | -------- |
| 〈That's Life〉       | 季軍        | 第17位         | 第9位              | 未能上榜 |
| 〈眼睛想旅行〉        | 第4位       | 冠軍           | 冠軍               | 冠軍     |
| 〈有空請愛我〉        | 第17位      | 未能上榜       | 未能上榜           | 未能上榜 |
| 〈You Are My Friend〉 | 第14位      | 第19位         | 第13位             | 未能上榜 |
| 〈妄想非非〉          | 未能上榜    | 第14位         | 第10位             | 未能上榜 |

## 獎項
1999年12月12日，黎明宣佈退出香港樂壇頒獎禮，不再接受香港樂壇的獎項，部分香港媒體因此未有把這張專輯的歌曲列入獎項候選名單，以下是收錄於《眼睛想旅行》專輯的歌曲獲頒發的獎項：
- 香港電台1999年度十大中文金曲頒獎音樂會——十大中文金曲獎〈眼睛想旅行〉（退出領獎）[28][29]
- 美加華語廣播電台1999年度十大金曲金榜題名──全年十大金曲獎〈眼睛想旅行〉[30]。

## 官方改編作品
黎明旗下的唱片公司A Music於2005年12月發行《Songs Of Painting 新歌+精選 雜錦大碟》，收錄作品包括由杜汶澤以搖滾風格翻唱的歌曲〈眼睛想旅行〉及音樂短片。2022年2月4日，黎明於線上音樂平台推出歌曲〈全身想旅行〉，該作品由林日曦填詞，以舊曲新詞形式重新演繹〈眼睛想旅行〉，唱出香港人在2019冠狀病毒病疫情下無法到外地旅行的心聲，此歌曲在YouTube網站上架2天已有超過一百萬的觀看量，並登上該網站的音樂發燒影片第一位，同年，機場快綫邀請歌手王菀之聲演「機鐵仔」，將〈眼睛想旅行〉改編為〈飛得去旅行〉，歌曲於11月28日在港鐵YouTube頻道推出。